# Gloria (Graduale Romanum I)
Gloria från Graduale Romanum I är ett moment i den kristna mässan som heter Gloria och den är skriven på 900-talet.

## Publicerad i
- Graduale Romanum I
- Bjuråkerhandskriften
- Höghandskriften
- Liber Cantus (Växjö)
- Liber Cantus (Uppsala)
- Den svenska mässboken 1942, del 1.
- Den svenska kyrkohandboken 1986 under Lovsången.